# René Dollot
René Dollot, né à Nancy le 25 février 1875 et mort à Paris le 25 février 1962, est un diplomate et auteur français. 

## Biographie

### Jeunesse et études
René Dollot naît le 25 février 1875. Il suit des cours à l'École libre des sciences politiques, où il a notamment comme enseignants de droit Théophile Funck-Brentano et Louis Renault ; il suit le cours d'histoire d'Émile Bourgeois. Il relatera sa scolarité dans son livre Souvenirs de l’École libre des sciences politiques. Il poursuit ses études avec un doctorat en droit sur la neutralité de la Belgique
Il était marié à Renée de Jouffroy d'Abbans, descendante de Claude de Jouffroy d'Abbans (1751-1832), ingénieur et inventeur des bateaux à vapeur. Leur fils, Louis Dollot (1915-1997), fut diplomate et écrivain.

### Parcours professionnel
Après avoir occupé plusieurs postes consulaires, notamment à Hambourg, Christiania (devenue Oslo en 1925), Liverpool, Tanger, Smyrne, Gênes, Venise, Trieste, Milan, et en fonction à l'administration centrale du ministère des Affaires étrangères, René Dollot a été nommé ministre plénipotentiaire en 1934. Il a été ministre de France en Afghanistan de 1934 à 1936. Il a ensuite été directeur du service des archives diplomatiques jusqu'à sa retraite fin 1937.
Il a été de 1947 à 1962 le directeur de la Revue d'histoire diplomatique au sein de laquelle il fut le maître d'œuvre de "la reconquête d'une légitimité d'érudition et d'exactitude scientifique (...) quelque peu perdue au cours de la période d'avant-guerre".

### Parcours artistique
René Dollot était un fin connaisseur de l'œuvre de Stendhal. Profitant de ses longues missions diplomatiques en Italie, il a publié de nombreux articles sur les séjours qu'y fit Stendhal. Il a d'ailleurs reçu en 1949 le prix Calmann-Lévy de l'Académie française pour l'ensemble de son œuvre sur Stendhal.
On lui doit également un livre important sur l'Afghanistan.
Parmi ses livres et nombreux articles :
- Les origines de la neutralité de la Belgique, Paris, Alcan, 1902.
- Stendhal consul de France à Trieste, éd. du Stendhal Club, 1927.
- Stendhal à Venise, éd. du Stendhal Club, 1927.
- Les journées adriatiques de Stendhal, Argo, 1929 (prix Montyon 1930 de l'Académie française)
- Le logis de Stendhal à Milan, Paris, E. Leroux, 1935.
- Stendhal et la Scala, éd. du Stendhal Club, 1935.
- L'Afghanistan. Histoire, description, mœurs et coutumes, folklore, fouilles (préf. Abel Bonnard), Paris, Payot, 1937 (prix Bordin 1938 de l'Académie française). L'ouvrage a été réédité sous le titre Afghanistan, 1934-1936, Paris, CEREDAF, 2017, introduction par Gilles Rossignol, avec de nombreuses photos inédites d'époque réalisées par la propre fille de René Dollot.
- Souvenirs de l’École libre des sciences politiques, 1895-1905, 1947
- Stendhal journaliste, Paris, Mercure de France, 1948.
- Autour de Stendhal, Milan, Instituto editoriale italiano, 1948.
- Scandinavie 1906. Enquête sur la séparation de la Suède et de la Norvège, Pedone, 1948
- Trieste et la France, 1702-1958. Histoire d'un consulat, Paris, Pedone, 1961.

## Distinctions
- Officier de la Légion d'honneur (21 juillet 1934)[6]
- Croix de guerre 1914–1918
- Officier de l'Instruction publique
- Chevalier de l'ordre du Mérite agricole